# Santa Cruz (freguesia)

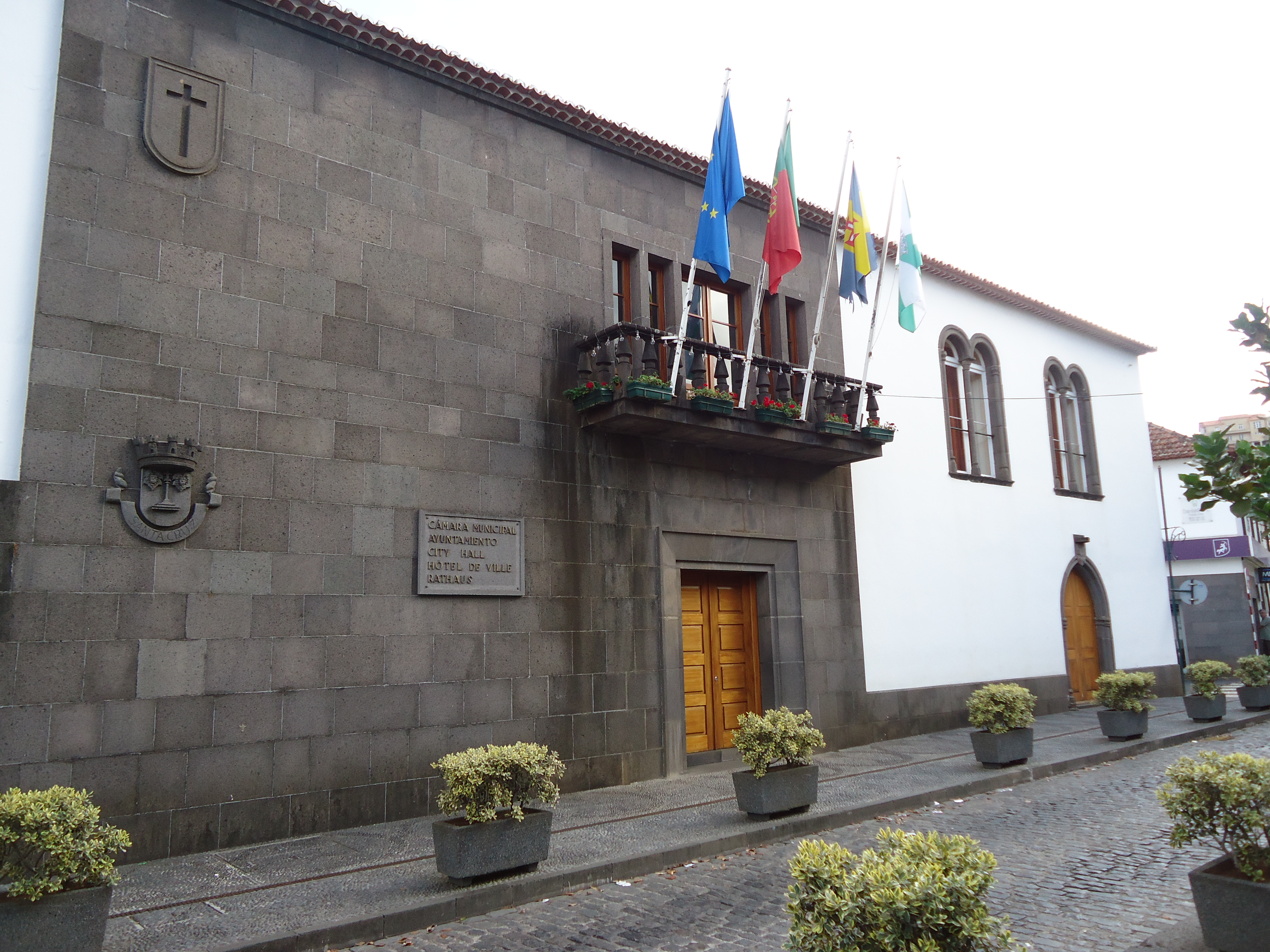

Santa Cruz est une freguesia portugaise située dans la ville homonyme, dans la région autonome de Madère.
Avec une superficie de 28,10 km2 et une population de 6 070 habitants (2001), la paroisse possède une densité de 216,0 hab/km2.
Fondé au second quart du XVe siècle, elle a environ 6 070 habitants en 2001.
Les Îles Desertas dépendent administrativement de cette paroisse.